# Herbert Scheffel
Herbert Scheffel ist ein deutsch-südafrikanischer Eisenbahningenieur, der die nach ihm benannten Drehgestelle Bauart Scheffel mit radial einstellbaren Achsen entwickelte. Scheffel war längere Zeit Leiter der maschinentechnischen Abteilung der South African Railways.
Scheffel schloss 1953 an der Technischen Universität Darmstadt das Studium des allgemeinen Maschinenbaus ab und wanderte 1955 nach Südafrika aus. Dort wurde er 1966 zum Leiter der maschinentechnischen Konstruktionsabteilung der South African Railways, wo er sich hauptsächlich mit der Entwicklung von selbststeuernden Drehgestellen mit radial einstellbaren Achsen befasste. Eine erste Version des von ihm entwickelten Scheffel-Drehgestells, dessen wesentliches Merkmal die Kreuzanker sind, wurde 1972 gebaut. 1985 bis 1988 war Scheffel Chief Mechanical Engineer der South African Railways. Nach seiner Pensionierung gründete Scheffel das Unternehmen Railway Dynamic Systems, das mit dem Rollmaterialhersteller DCD zusammenarbeitet.
Herbert Scheffel erhielt für seine Arbeit 1975 den Shell-Preis für Industriedesign und 1976 die Goldmedaille der Associated Scientific and Technical Societies of South Africa.
Scheffel lebt in Randburg, einem Vorort von Johannesburg.